# Операція «Шахі тандар»
Операція «Шахі тандар», яка також називається «Операція Атал» — одна з серій операцій, що відбулась з 7-31 січня 2009 р. у центральній провінції Гільменд, західній Панжваї і західній Жарі, це райони Кандагара (Афганістан).
Один рейд був націлений на фабрику талібів де виготовляли бомби, який відбувся з 7 по 9 січня 2009р у районах Кхаркрез і Шах Валі Кот, в Кандагарі (Афганістан). В проведеному рейді вертольотами та бронетехнікою, війська захопили шість великих ванн вибухівки і 38 стиснених пластин, які використовують, щоб підірвувати сховані міни. Також було вилучено приблизно 3000 патронів, автомати АК-47, протипіхотні міни та 22 РПГ.
Війська повідомили, що захопили вісім талібів, які виробляли бомби та знайшли 20 кг опію з приблизною вартістю на вулицях Британії сумою в 130,000 Фунтів стерлінгів. Канадський солдат Браян Гуд був убитий мінною пасткою під час операції. Підполковник Чарлі Стрікленд заявив, що операція «завдала серйозного удару» по бойовиках Талібу.
В іншій операції, приблизно 700 військовослужбовців з афганської національної армії, британських і канадських сил зачистили оплот Талібану біля провінції Спін Масджид, що на півночі від м. Лашкар Гар. Протягом 10-денного бою, бойовики стверджуюють, що вбили або прогнали сотні Талібанських бойовиків, вбили декілька лідерів Талібану та знешкодили 15 саморобних вибухових простроїв. Один британський солдат Денні Ніельд був убитий з РПГ (можливо стріляв солдат з афганської національної армії).